# Loi de Dalton
Pour les articles homonymes, voir Dalton.

Illustration de la loi de Dalton en utilisant les gaz de l'air ambiant : la pression de l'air est égale à la somme des pressions partielles de ses composants (,, ,).

La loi de Dalton, ou loi des pressions partielles, est une loi de thermodynamique énonçant que la pression au sein d'un mélange de gaz parfaits est égale à la somme des pressions partielles de ses constituants. Elle est nommée en l'honneur de John Dalton, qui en a fait la découverte empirique en 1801.
La loi de Dalton est le pendant pour les pressions de la loi d'Amagat concernant les volumes. Elle n'est valable que pour les gaz parfaits et n'est applicable approximativement aux gaz réels qu'aux basses pressions.

## Énoncé
Le physicien britannique John Dalton découvre cette loi en 1801 et la publie en 1802 dans les mémoires de la Manchester Literary and Philosophical Society.
La loi de Dalton énonce que la pression au sein d'un mélange de gaz parfaits est égale à la somme des pressions partielles de ses constituants :
{\displaystyle P=\sum _{i}P_{i}=P_{1}+P_{2}+P_{3}+\cdots }
avec {\displaystyle P_{i}} la pression partielle du gaz {\displaystyle i}, c'est-à-dire la pression qu'aurait ce gaz s'il occupait seul tout le volume, à la même température que le mélange. {\displaystyle P} est appelée « pression totale » pour la distinguer des pressions partielles.
Par exemple, l'air ambiant (s'il contient très peu de particules liquides ou solides) est constitué de diazote (N2) à 78 %, de dioxygène (O2) à 21 % et d'autres gaz à 1 % (argon et autres gaz rares, vapeur d'eau, dioxyde de carbone, etc.) : la pression du mélange provient à 78 % du diazote, à 21 % du dioxygène et à 1 % des autres gaz.
La loi de Dalton est un composant de la loi des gaz parfaits. Elle suppose que chacune des molécules qui constituent le mélange gazeux n'interagit avec les autres molécules du gaz que par des chocs élastiques.
La pression exercée par un gaz est directement proportionnelle au nombre de molécules (ou de moles) du gaz :
{\displaystyle {\frac {P}{n}}={\frac {P_{1}}{n_{1}}}={\frac {P_{2}}{n_{2}}}={\frac {P_{i}}{n_{i}}}=\dots },
avec {\displaystyle P} la pression totale du mélange gazeux, {\displaystyle n=\sum _{i}n_{i}} la quantité de matière (ou nombre de moles) totale du mélange, {\displaystyle n_{i}} la quantité du gaz {\displaystyle i}.